# Taylor Harwood-Bellis
Taylor Harwood-Bellis (ur. 30 stycznia 2002 w Stockport) – angielski piłkarz, występujący na pozycji środkowego obrońcy w angielskim klubie Southampton oraz w reprezentacji Anglii. Wychowanek Manchesteru City.

## Kariera klubowa
Swoją karierę piłkarską Harwood-Bellis rozpoczął w 2008 roku w juniorach Manchesteru City. Od 2017 roku grał w zespole U-23, a w 2019 roku stał się również członkiem pierwszego zespołu. Swój profesjonalny debiut w Manchesterze City zaliczył 24 września 2019 w wyjazdowym meczu Pucharu Ligi Angielskiej z Preston North End, wygranym przez Manchester 3:0.
1 lutego 2021 Hardwood-Bellis trafił na wypożyczenie do Blackburn Rovers. Zadebiutował w nim 6 lutego 2021 w przegranym 0:1 wyjazdowym meczu z Queens Park Rangers, gdy w 62. minucie zmienił Ryana Nyambe. W Blackburn spędził pół roku.
1 lipca 2021 Harwood-Bellis został wypożyczony do Anderlechtu. Swój debiut w belgijskiej ekstraklasie zanotował 25 lipca 2021 w przegranym 1:3 domowym meczu z Royale Union Saint-Gilloise.
| Sezon   | Klub                    | Kraj   | Rozgrywki       | Mecze | Gole |
| ------- | ----------------------- | ------ | --------------- | ----- | ---- |
| 2019/20 | Manchester City         | Anglia | Premier League  | 0     | 0    |
| 2020/21 | Manchester City         | Anglia | Premier League  | 0     | 0    |
| 2020/21 | Blackburn Rovers (wyp.) | Anglia | Championship    | 19    | 0    |
| 2021/22 | RSC Anderlecht (wyo.)   | Belgia | Eerste klasse A | 16    | 0    |
| 2022–   | Stoke City F.C. (wyp.)  | Anglia | Championship    | 9     | 0    |

## Kariera reprezentacyjna
Harwood-Bellis jest młodzieżowym reprezentantem Anglii. Ma za sobą występy na szczeblach U-16, U-17, U-19, U-20 i U-21. W 2019 roku wystąpił z kadrą U-17 na Mistrzostwach Europy U-17. W meczu fazy grupowej z Holandią (2:5) strzelił gola.